# 岳沢小屋

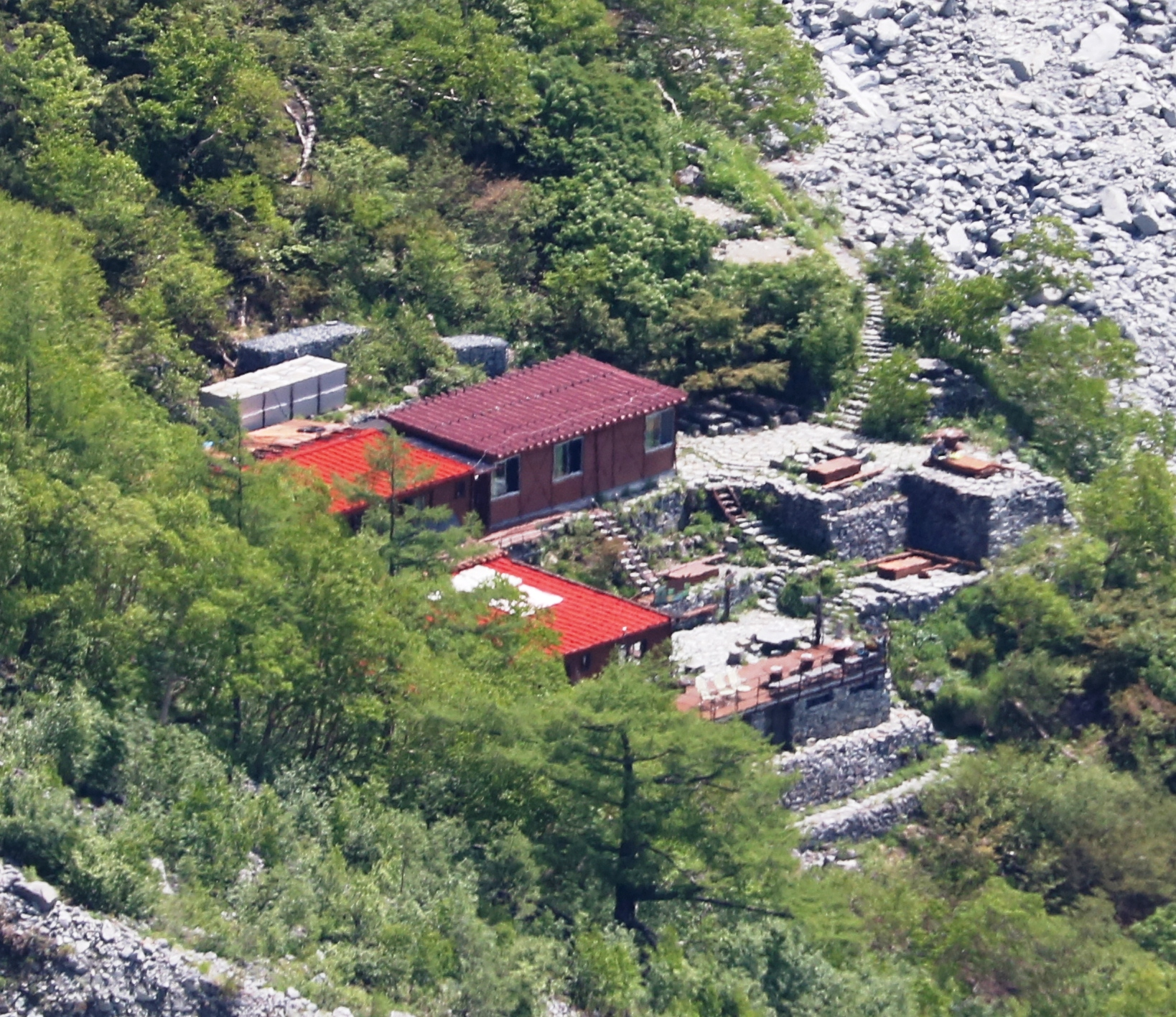
西穂高岳から望む岳沢小屋（2018年6月）

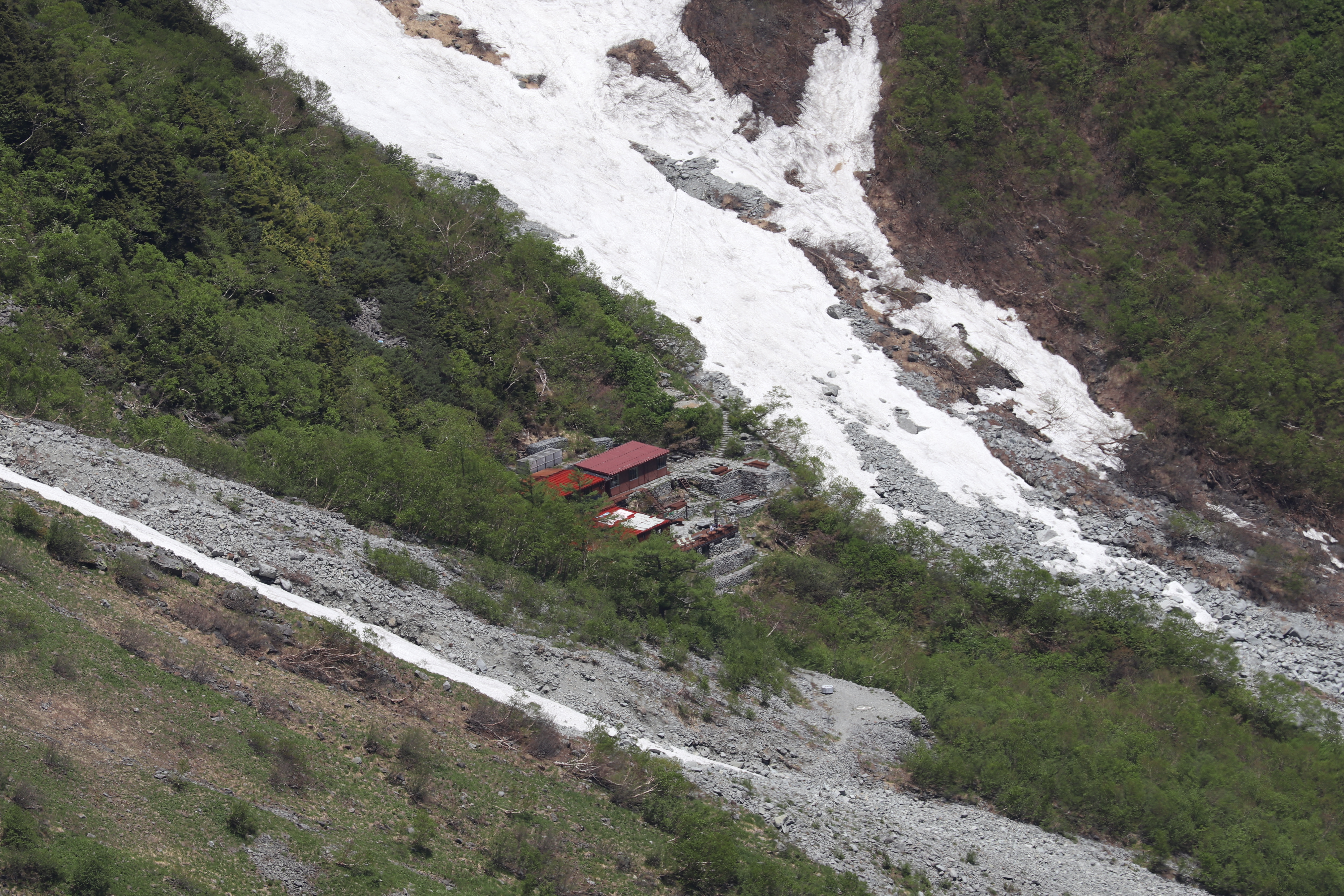
山小屋がある岳沢周辺（2019年6月）

岳沢小屋（だけさわごや）は、長野県松本市の上高地から岳沢を前穂高岳へ登る登山道にある山小屋。標高2,170m地点にある。

## 概要
ここにはかつて山小屋の岳沢ヒュッテ（だけさわヒュッテ）があった。しかし、2005年から2006年冬の平成18年豪雪により大規模な雪崩が発生し、2006年1月に建物が全壊した。さらに同年4月には、経営者の上条岳人が物資輸送中に事故死したことも追い打ちをかけ、2006年度・2007年度の営業は休止し、2007年には7月20日頃から10月上旬にかけて簡易売店・水場等の営業のみ行った。
2008年度も同様に公式ウェブサイト上にて営業休止を告知し、2007年に開設した簡易売店・水場の営業も2008年度は行わず、時期を限って仮設トイレのみ設置した。その後、後継者の山小屋経営経験や登山知識の不足、さらに資金難や立地条件の悪さなどの理由が重なり、2008年12月27日、岳沢ヒュッテは再建を断念し廃業することが報じられた。
岳沢ヒュッテから紀美子平までの重太郎新道は、日本アルプス屈指の急登で、途中に水場もないため、登山時（特に上りの際）は水補給が必須とされたが、岳沢ヒュッテの廃業により水補給やトイレ利用も不可能となった。
そのため、2009年4月に槍ヶ岳山荘などを経営する会社、槍ヶ岳観光が小屋を再建することを発表。「岳沢小屋」の名で2010年7月23日に営業を再開した。再建後は非常に小規模な山小屋となり、宿泊には予約が必須となった。
なお、岳沢小屋のある松本市安曇岳沢は日本郵便から交通困難地に指定されており、冬季（11月11日 - 翌4月26日）は地外から郵便物を送ることができない（詳細は交通困難地を参照）。

## 小屋のデータ

### 岳沢小屋
- 定員：60名（要予約）
- 営業期間：4月下旬から11月上旬

### 岳沢ヒュッテ
- 定員：200名
- 営業期間：4月下旬から11月上旬

## 近隣の山小屋
- 穂高岳山荘